# Phongthep Kradonchamnan
Phongthep Kradonchamnan (พงษ์เทพ กระโดนชำนาญ), sinh ngày 18 tháng 9 năm 1953, là một ca sĩ, nhạc sĩ người Thái Lan.

## Danh sách đĩa nhạc
- Huay Taleang (ห้วยแถลง) (1983)
- Dieaw (เดี่ยว) (1985)
- I am Isan (ไอแอมอีสาน) (1986)
- Mun Dee (มันดี) (1986)
- Trong Sen Khob Faa (ตรงเส้นขอบฟ้า) (1986)
- Yim Ngao Ngao (ยิ้มเหงาๆ) (1988)
- khon Jon Run Mai (คนจนรุ่นใหม่) (1990)
- Jor Poe Loe Jeen Pon Lao (จ.ป.ล. จีนปนลาว) (1991)
- Khon Thee Rao Rak (คนที่เรารัก) (1992)
- Supermarket (ซุเปอร์มาร์เกต) (1994)
- Maa Hai Ban Kert (มาให้บ้านเกิด) (1996)
- Dok Nguea Phuea Chiwit (ดอกเหงื่อเพื่อชีวิต) (1998)
- Jao Sao Phee Suea (เจ้าสาวผีเสื้อ) (2000)
- Khai Ngwea Song Kwai Riean (ขายงัวส่งควายเรียน) (2006)
- Mon Kan Mueng (มนต์การเมือง) (2010)